# ウィリアム・クリスティ (天文学者)

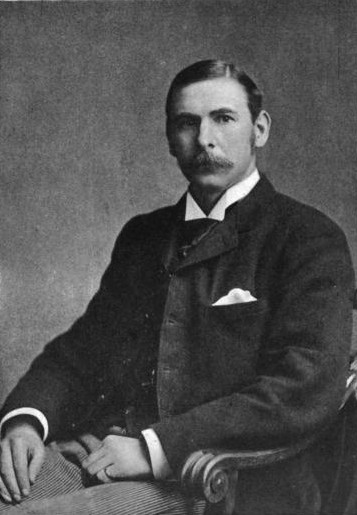
ウィリアム・クリスティ (天文学者)

ウィリアム・クリスティー（Sir William Henry Mahoney Christie 、1845年10月1日 - 1922年1月22日）は、イギリスの天文学者。1881年から1892年の間、グリニッジ天文台の台長（王室天文官）を務めた。
ウーリッジに生まれた。ケンブリッジ大学のトリニティ・カレッジで学び、1870年からグリニッジ天文台で働き、1881年ジョージ・エアリーの後を継いで、台長になった。王室天文官の職を1910年まで続け、65歳で引退した最初の王室天文官となった（これまでのエアリーやジョン・ポンドら王室天文官はより高齢になってもその職にあった。クリスティが引退した理由は不健康と伝えられる）。クリスティーの時代にグリニッジ天文台は位置天文学だけでなく、天体の写真観測や太陽活動の観測を行うようになった。1881年王立協会フェロー選出。